# Andrej Szergejevics Koncsalovszkij
Andrej Szergejevics Mihalkov-Koncsalovszkij (Андрей Сергеевич Михалков-Кончаловский, eredetileg: Андрей Сергеевич Михалков), (Moszkva, 1937. augusztus 20. –) Primetime Emmy-díjas orosz filmrendező.
Szergej Vlagyimirovics Mihalkov fia, Nyikita Mihalkov testvérbátyja.

## Élete
1937-ben Szergej Mihalkov író, a szovjet/orosz himnusz költője és Natalja Koncsalovszkaja első gyermekeként, Moszkvában született. Anyai nagyapja Pjotr Petrovics Koncsalovszkij festőművész volt. Eleinte zenész szeretett volna lenni, és igazi zongorista lett. De aztán a Szovjetunió vezető állami filmes iskolájába, a Geraszimov Filmművészeti Intézetbe (VGIK) járt, ahol Mihail Rommnál tanult. Ott ismerkedett meg Andrej Tarkovszkijjal, akivel több filmet is készített.
Debütáló játékfilmjében, Az első tanítóban (1965) Mihalkov-Koncsalovszkij Csingiz Ajtmatov regényét forgatta le a forradalom utáni Dél-Oroszországról. Az 1966-ban készült „Isztorija Aszi Kljacsinoj, kotoraja ljubila, da nye visla zamuzs” („Aszja boldogsága”) című fekete-fehér filmet csak egy évtizeddel később mutatták be, mert nem felelt meg a szigorú szovjet cenzúra követelményeinek. A „Dvorjanszkoje gnyezdo” („Nemesi fészek” (1969) – tanulmány a 19. századi arisztokráciáról) híres volt képeinek szépségéről, de kritizálták is túlzott modorossága miatt. Az Csehov-darab Ványa bácsi (1970) adaptáció sokak szerint az a legjobb orosz nyelvű filmek közé tartoznak.
Mihalkov-Koncsalovszkij azonban csak a „Romansz o vljubljonnih” (“Romance for Lovers”, 1974) és a „Szibiriada” (1979) című filmekkel került a világhírű filmesek közé. Ettől kezdve az USA-ba költözött, és angol nyelvű Arthouse filmeket készített, köztük a Maria's Lovers (1984), a Runaway Train (1985), a Duet for One című filmeket. (1986) és Homer és Eddie (1989).
Rajongói és a nemzetközi filmkritikusok nagy csalódására 1989-ben mainstreamet váltott, akciófilmet forgatott a Tango és Casht Sylvester Stallone és Kurt Russell főszereplésével.
Az 1990-es évek elején visszatért Oroszországba, és számos színházi produkciót rendezett, köztük Csehov Sirály és August Strindberg produkcióját, a Miss Julie-t. Korábban több európai városban rendezett színdarabokat és operákat.
Mihalkov-Koncsalovszkij ismét Moszkvában él, és alkalmanként rövid kirándulásokat tesz Hollywoodba, a fősodratú tévés produkciók (Odüsszeusz (1997), Az oroszlán télen (2003)) kedvéért.
2002-ben az Csecsen háború című orosz–francia koprodukciója, a 'The Madhouse' című alkotása a Velencei Nemzetközi Filmfesztiválon díjat kapott. 2017. június végén életművéért megkapta a Friedenspreis des Deutschen Films – Die Brücke megtisztelő kitüntetést.
2020-ban újabb nemzetközileg is elismert játékfilmet készített a Dorogie tovariscsi! című történelmi drámával. A milliárdos vállalkozó Alizer Uszmanov, az orosz kulturális minisztérium, a "Művészetek, Tudomány és Sport" nonprofit alapítványa támogatásával készült film az Arany Oroszlán díjat, a Velencei Filmfesztivál fődíját hatodik alkalommal kapta meg. A verseny zsűrije az orosz pályaműnek ítélte a különdíjat. Ezen túlmenően Koncsalovszkij filmjét a 2021-es Oscar-díj legjobb nemzetközi filmjének járó pályaművek listája kategóriában jelölte az Oscar-díj a legjobb nemzetközi játékfilmnek 2021-ben és bekerült a Golden Globe-díj 2021 közé is.
Kollégája, Ivan Alekszandrovics Viripajev 2022 nyarán azt mondta Mihalkov-Koncsalovszkijról, hogy társadalmi nézeteinek gyökeres megváltozása után gyakorlatilag az ellenkezőjét mondja annak, amit 2013-ban mondott.

## Filmjei
- 1965 – Az első tanító (Первый учитель)
- 1967 – Aszja Kljacsina története, aki szeretett, de nem ment férjhez (История Аси Клячиной, которая любила, да не вышла замуж)[12]
- 1969 – Nemesi fészek (Дворянское гнездо)
- 1970 – Ványa bácsi (Дядя Ваня)
- 1974 – Szerelmesek románca (Романс о влюблённых)
- 1978 – Szibériáda (Сибириада)
- 1982 – Сломанное вишневое деревце (Split Cherry Tree) – amerikai
- 1983 – Mária szerelmei (Maria’s Lovers) – amerikai
- 1985 – Szökevény vonat (Runaway Train) – amerikai
- 1986 – Szólóduett (Duet for One) – amerikai
- 1987 – Félénk emberek (Shy People) – amerikai
- 1989 – Tango és Cash (Tango & Cash) – amerikai
- 1989 – Homer és Eddie (Homer and Eddie) – amerikai
- 1992 – The Inner Circle
- 1994 – Rjaba, tyúkocskám (Курочка Ряба)
- 1997 – Odüsszeusz – amerikai tévéfilm
- 2002 – Őrültek háza (Дом дураков)
- 2003 – Az oroszlán télen (The Lion in Winter) – amerikai
- 2004 – Jurij Andropov – dokumentumfilm
- 2004 – Гейдар Алиев – dokumentumfilm Heydər Əliyevről
- 2007 – Tündöklés (Глянец)
- 2007 – Dans le noir – rövidfilm
- 2010 – Diótörő 3D
- 2014 – Белые ночи почтальона Алексея Тряпицына
- 2016 – Рай
- 2019 – Грех
- 2020 – Дорогие товарищи!

## Magyarul
- Andrej Koncsalovszkij–Andrej Tarkovszkij: Az ikonfestő. Andrej Rubljov; ford. Rab Zsuzsa; Gondolat, Bp., 1972

## Fordítás
- Ez a szócikk részben vagy egészben  az   Andrei Sergejewitsch Michalkow-Kontschalowski című német Wikipédia-szócikk ezen változatának fordításán alapul.  Az eredeti cikk szerkesztőit annak laptörténete sorolja fel. Ez a jelzés csupán a megfogalmazás eredetét és a szerzői jogokat jelzi, nem szolgál a cikkben szereplő információk forrásmegjelöléseként.